# Liste der Kulturdenkmale in Bürgel (Thüringen)
Die Liste der Kulturdenkmale in Bürgel (Thüringen) umfasst die als Einzeldenkmale, Bodendenkmale und Denkmalensembles erfassten Kulturdenkmale auf dem Gebiet der Stadt Bürgel im thüringischen Saale-Holzland-Kreis (Stand: Februar 2020). Die Angaben in der Liste ersetzen nicht die rechtsverbindliche Auskunft der zuständigen Denkmalschutzbehörde.

## Legende
- Bild: zeigt ein Bild des Kulturdenkmals und gegebenenfalls einen Link zu weiteren Fotos des Kulturdenkmals im Medienarchiv Wikimedia Commons
- Bezeichnung: Name, Bezeichnung oder die Art des Kulturdenkmals
- Lage: Wenn vorhanden Straßenname und Hausnummer des Kulturdenkmals; Grundsortierung der Liste erfolgt nach dieser Adresse. Der Link Karte führt zu verschiedenen Kartendarstellungen und nennt die Koordinaten des Kulturdenkmals.
 Kartenansicht, um Koordinaten zu setzen – in dieser Kartenansicht sind Kulturdenkmale ohne Koordinaten mit einem roten bzw. orangen Marker dargestellt und können in der Karte gesetzt werden. Kulturdenkmale ohne Bild sind mit einem blauen bzw. roten Marker gekennzeichnet, Kulturdenkmale mit Bild mit einem grünen bzw. orangen Marker.
- Datierung: gibt das Jahr der Fertigstellung beziehungsweise das Datum der Erstnennung oder den Zeitraum der Errichtung an
- Beschreibung: bauliche und geschichtliche Einzelheiten des Kulturdenkmals, vorzugsweise die Denkmaleigenschaften
- ID: Die ID identifiziert das Kulturdenkmal eindeutig. In Thüringen sind aktuell keine IDs veröffentlicht. In der ID-Spalte kann sich auch folgendes Icon  befinden, dies führt zu Angaben zu diesem Kulturdenkmal bei Wikidata.

## Kulturdenkmale nach Ortsteilen

### Beulbar(mitIlmsdorf)
| Bild | Bezeichnung | Lage    | Datierung | Beschreibung | ID |
| ---- | ----------- | ------- | --------- | ------------ | -- |
| BW   | Burghügel   | (Karte) |           | Bodendenkmal |    |

### Bürgel
| Bild                                    | Bezeichnung                                                             | Lage                                                      | Datierung | Beschreibung | ID |
| --------------------------------------- | ----------------------------------------------------------------------- | --------------------------------------------------------- | --------- | --- | -- |
| BW                                      | Denkmalensemble „Stadtanlage Bürgel“                                    | (Karte)                                                   |           | Am Markt, An der Stadtmauer, Badergasse, Brunnengasse, Eisenberger Straße, Jenaer Straße, Kirchgasse, Kirchplatz, Kreuzgasse, Hintergasse, Rathausgasse, Töpfergasse |    |
| Fotos hochladen                         | Marktbrunnen                                                            | Am Markt (Karte)                                          |           | |    |
| BW                                      | Todesmarsch-Gedenkstein                                                 | Am Markt (Karte)                                          |           | |    |
| weitere Bilder Fotos hochladen          | Rathaus                                                                 | Am Markt 1 (Karte)                                        |           | |    |
| Fotos hochladen                         | Stadthof                                                                | Am Markt 13 (Karte)                                       |           | |    |
| BW                                      | Wohn- und Geschäftshaus einschließlich Hofgebäuden                      | Am Markt 24 (Karte)                                       |           | |    |
| Direkt Bild zu diesem Denkmal hochladen | Brennofen                                                               | Am Nordgraben                                             |           | |    |
| weitere Bilder Fotos hochladen          | Badertor, Torhaus (ehem. Stadttor)                                      | Badergasse (Karte)                                        |           | |    |
| weitere Bilder Fotos hochladen          | Bahnhof                                                                 | Bahnhofstraße 13 + 16 (Karte)                             |           | Empfangsgebäude, Güterschuppen, Bahnwärterhaus, Toilettengebäude, Wasserturm                                                                                         |    |
| Fotos hochladen                         | ehemaliges Hospital Sankt Georgi mit Fragmenten der Einfriedung und Tor | Hospitalweg 1a (Karte)                                    |           | |    |
| Direkt Bild zu diesem Denkmal hochladen | Grabstein Schlichtegroll und zwei weitere barocke Grabsteine            | Jenaer Straße, Friedhof, an der nördlichen Friedhofsmauer |           | |    |
| Direkt Bild zu diesem Denkmal hochladen | Grab- und Gedenkstätte für 14 unbekannte KZ-Häftlinge                   | Jenaer Straße, Friedhof                                   |           | |    |
| Direkt Bild zu diesem Denkmal hochladen | Grabstein Heinrich Lange (1787–1867)                                    | Jenaer Straße, Friedhof, östlicher Bereich                |           | |    |
| Fotos hochladen                         | Gefallenendenkmal 1870/71                                               | Jenaer Straße, vor der nördlichen Friedhofsmauer (Karte)  |           | |    |
| weitere Bilder Fotos hochladen          | Evangelische Pfarrkirche St. Johannis mit Ausstattung                   | Kirchplatz (Karte)                                        |           | |    |
| weitere Bilder Fotos hochladen          | Keramikmuseum, Schulgebäude                                             | Kirchplatz 2 (Karte)                                      |           | |    |
| BW                                      | Schulgebäude mit Toilettenhaus und Verbindungsgang                      | Schulstraße 1 (Karte)                                     |           | |    |
| weitere Bilder Fotos hochladen          | Steinkreuz, „Schwedenkreuz“                                             | nordwestlicher Ortsrand (Karte)                           |           | Bodendenkmal |    |
| BW                                      | Georgenberg (Missionskapelle)                                           | (Karte)                                                   |           | Bodendenkmal |    |

### Droschka(mitSilberthal)
| Bild            | Bezeichnung                                  | Lage              | Datierung | Beschreibung | ID |
| --------------- | -------------------------------------------- | ----------------- | --------- | ------------ | -- |
| Fotos hochladen | Grenzstein, umgewidmet zum Gefallenendenkmal | Dorfplatz (Karte) |           |              |    |

### Gerega
| Bild                                    | Bezeichnung | Lage         | Datierung | Beschreibung | ID |
| --------------------------------------- | ----------- | ------------ | --------- | ------------ | -- |
| Direkt Bild zu diesem Denkmal hochladen | Tanzloge    | Ortsstraße 3 |           |              |    |

### Gniebsdorf
| Bild | Bezeichnung     | Lage    | Datierung | Beschreibung | ID |
| ---- | --------------- | ------- | --------- | ------------ | -- |
| BW   | Dorfbefestigung | (Karte) |           | Bodendenkmal |    |

### Göritzberg
ohne Denkmalbestand

### Hetzdorf
| Bild                                    | Bezeichnung      | Lage                                              | Datierung | Beschreibung | ID |
| --------------------------------------- | ---------------- | ------------------------------------------------- | --------- | ------------ | -- |
| Direkt Bild zu diesem Denkmal hochladen | Landesgrenzstein | Koordinaten fehlen! Hilf mit.                     |           |              |    |
| BW                                      | Steinkreuz       | etwa 100 m nördlich des Ortes am Waldsaum (Karte) |           | Bodendenkmal |    |

### Hohendorf
| Bild                           | Bezeichnung                                                        | Lage                     | Datierung | Beschreibung | ID |
| ------------------------------ | ------------------------------------------------------------------ | ------------------------ | --------- | ------------ | -- |
| BW                             | Gehöft, ehemalige Pfarrei                                          | Hohendorf 8 (Karte)      |           |              |    |
| weitere Bilder Fotos hochladen | Kirche mit Ausstattung, Kirchhof und Einfriedung sowie Schulgehöft | Hohendorf 10 (a) (Karte) |           |              |    |
| weitere Bilder Fotos hochladen | Der Goldberg, Burghügel                                            | (Karte)                  |           | Bodendenkmal |    |

### Lucka
| Bild | Bezeichnung                 | Lage    | Datierung | Beschreibung | ID |
| ---- | --------------------------- | ------- | --------- | ------------ | -- |
| BW   | Steinkreuz, „Schwedenkreuz“ | (Karte) |           | Bodendenkmal |    |

### Nischwitz
| Bild                                    | Bezeichnung  | Lage         | Datierung | Beschreibung | ID |
| --------------------------------------- | ------------ | ------------ | --------- | ------------ | -- |
| Direkt Bild zu diesem Denkmal hochladen | Blockscheune | Ortsstraße 2 |           | gelöscht     |    |

### Rodigast
| Bild | Bezeichnung  | Lage          | Datierung | Beschreibung | ID |
| ---- | ------------ | ------------- | --------- | --- | -- |
| BW   | Gedenkstätte | K 157 (Karte) |           | Gedenkstätte für die Opfer des Todesmarsches im April 1945 sowie für Martha und Hermann Dietschi und Paul Töpel, befindet sich auf dem kleinen Friedhof an der K 157, etwa 200 nördlich des Ortsausgang Richtung Taupadel |    |

### Taupadel
| Bild                                    | Bezeichnung                                                   | Lage                     | Datierung | Beschreibung | ID |
| --------------------------------------- | ------------------------------------------------------------- | ------------------------ | --------- | ------------ | -- |
| weitere Bilder Fotos hochladen          | Evangelische Kirche mit Ausstattung, Kirchhof und Einfriedung | (Karte)                  |           |              |    |
| BW                                      | Gehöft                                                        | Am Lindenberg 4b (Karte) |           |              |    |
| BW                                      | ehemaliger Pfarrhof mit Einfriedung                           | Am Lindenberg 7 (Karte)  |           |              |    |
| Direkt Bild zu diesem Denkmal hochladen | Grabdenkmal                                                   | Im Dorf, Friedhof        |           |              |    |
| BW                                      | Wallanlage Dorlberg                                           | (Karte)                  |           | Bodendenkmal |    |

### Thalbürgel
| Bild                                    | Bezeichnung                                         | Lage                                                          | Datierung | Beschreibung | ID |
| --------------------------------------- | --------------------------------------------------- | ------------------------------------------------------------- | --------- | --- | -- |
| Fotos hochladen                         | Grabmal Heineck                                     | Friedhof (Karte)                                              |           | |    |
| Fotos hochladen                         | Grabmal Rohde                                       | Friedhof (Karte)                                              |           | |    |
| Fotos hochladen                         | Grabmal Rühling                                     | Friedhof (Karte)                                              |           | |    |
| Direkt Bild zu diesem Denkmal hochladen | Brunnenstube und Wasserwerk                         | Bornberg                                                      |           | |    |
| weitere Bilder Fotos hochladen          | ehemaliges Benediktinerkloster St. Georg            | Am Klosterteich 2, 4, 6, 8; Kirchplatz; Klosterstraße (Karte) | 1133      | Kirche mit Ausstattung, Klostergebäude, Wirtschafts- und Nebengebäude, Teiche und Freiflächen, Gefallenendenkmal |    |
| BW                                      | Talmühle mit technischer Ausstattung und Mühlgraben | Talmühlenweg 7 (Karte)                                        |           | |    |
| BW                                      | Klosterruine                                        | (Karte)                                                       |           | Bodendenkmal |    |
| BW                                      | Wasserburg, Klostervorwerk                          | (Karte)                                                       |           | Bodendenkmal |    |